# Afer del diamant blau
L'Afer del diamant blau van ser una sèrie d'esdeveniments provocats arran del robatori de gemmes que pertanyien a la família reial saudita per un empleat tailandès en l'any 1989. L'afer va pertorbar les relacions entre l'Aràbia Saudita i Tailàndia durant més de trenta anys. La primera reunió d'alt nivell entre els dos països fou el 25 de gener de 2022 amb la visita oficial del primer ministre tailandès Prayut Chan-o-cha a Riad.

## Fets
El 1989, Kriangkrai Techamong, un treballador tailandès, va robar un valuós diamant blau i altres gemmes del Palau Reial Saudita a Bangkok, on treballava com a conserge. Kriangkrai Techamong va aconseguir amagar les joies robades en una bossa d'aspirador, i va enviar-les a casa seva, en la província de Lampang.
La policia tailandesa va detenir Kriangkrai i va poder recobrar gran part de les joies robades. Kriangkai va ser condemnat a set anys de presó, però va ser alliberat després de tres anys.
Posteriorment, un equip de policies tailandesos que havien anat a l'Aràbia Saudita per tornar les joies robades van patir un incident amb les autoritats saudites, que van dir que aproximadament la meitat de les joies tornades eren falses i que, a més faltava el Diamant Blau.
Un empresari saudita proper a la família reial saudita va viatjar a Bangkok per investigar el cas, però va ser segrestat i mort. Tres mesos més tard, també van ser misteriosament morts a trets tres funcionaris de l'Ambaixada Saudita a Bangkok.
L'any 1995, el tinent General Chalor Kerdthes de la policia tailandesa, va ser declarat culpable d'ordenar l'assassinat de la muller i el fill d'un traficant de joies implicat en l'afer, i condemnat a mort tot i que l'execució va quedar suspesa. Altres sis funcionaris també van ser declarats culpables de la mort de la família del traficant.

## Conseqüències
Aràbia Saudita va deixar d'expedir visats de treball per a ciutadans tailandesos i va aconsellar els seus ciutadans que no viatgessin a Tailàndia. Les missions diplomàtiques foren degradades al nivell d'encarregat de negocis amb cartes de gabinet. El nombre de treballadors tailandesos a l'Aràbia Saudita va caure de més de 150.000 el 1989 a 10.000 el 2008.